# Marie Vareille
Pour les articles homonymes, voir Vareilles.
Marie Vareille, née le 27 février 1985 à Montbard, est une romancière française dont les six premiers romans se sont vendus à plus de 400 000 exemplaires.

## Biographie

### Éducation
Marie Vareille est diplômée de l'ESCP Europe et de l'Université Cornell. Avant de devenir écrivaine professionnelle, elle a travaillé dans le marketing.

### Carrière littéraire
Son premier roman, Ma vie, mon ex et autres calamités, est l'histoire de Juliette, une fille simple et sans histoire, dont la vie change du jour au lendemain. Un licenciement surprise ainsi qu’une rupture amoureuse inattendue vont entraîner cette dernière vers les Maldives afin de récupérer son ex. Un chemin parsemé de nombreuses surprises et de multiples quiproquos,,,.
Je peux très bien me passer de toi, son second ouvrage, sort en juin 2015 ; il narre l'histoire de deux amies presque trentenaires qui s’efforcent de changer de vie après un pacte. La première, Chloé Lacombe, devra s’exiler à la campagne afin d’écrire son premier roman tout en renonçant aux affres de la vie parisienne, tandis que la seconde, Constance Delahaye, s’engagera à aller contre sa nature romantique en suivant des cours de séduction de façon à rompre son célibat long de plusieurs années,,,,.
Marie Vareille a été récompensée par le Prix des Lectrices 2015 du webzine féminin Confidentielles le Joli Rendez-Vous pour ce second roman,.
Son troisième ouvrage, Elia, la passeuse d’âmes, sort en mai 2016. Il s’agit du premier tome d’une trilogie présentant l’histoire d’une adolescente de 16 ans, Elia. Celle-ci exerce en tant que passeuse d’âmes dans la cité du Palatium, capitale d’un monde désormais divisé en trois castes distinctes : les Kornésiens qui représentent l’Elite, les Askaris qui sont des marchands, et les Nosobas réduits en esclavage. Elia appartient à la caste des Kornésiens et son rôle de passeuse d’âmes consiste à euthanasier les personnes jugées inutiles pour la société. Alors qu’elle se trouve un jour en face d’une situation particulière en devant supprimer un opposant au régime, Elia décide de désobéir et met instantanément sa vie en danger pour se lancer dans une quête qui la dépasse.
Marie Vareille se voit attribuer l’étoile 2016 du meilleur roman jeunesse par le quotidien Le Parisien en décembre 2016, est lauréate 2017 du Prix Pierre Bottero décerné par le festival Les Oniriques, du Prix Les Dévoreurs de Livres, et du Prix de la Peep Maroc. Le tome 2 de cette trilogie, Elia, la passeuse d’âmes Tome 2 : Saison Froide est publié en janvier 2018. La trilogie s'achève avec le dernier tome, Elia, la passeuse d’âmes Tome 3 : Saison Chaude, publié en mars 2019.
Marie Vareille publie son sixième roman Là où tu iras, j’irai en mars 2017, aux éditions Fayard/Mazarine. Cette nouvelle comédie familiale et rocambolesque met en situation Isabelle, actrice ratée et éternelle adolescente de 32 ans qui, après avoir refusé la demande en mariage de son ami Quentin au prétexte qu’elle ne souhaite pas avoir d’enfant, va se laisser convaincre par Adriana d’accepter une mission à total contre-emploi contre rémunération. En effet, Isabelle devra partir en Italie pour séduire Jan Kozlowski, le père d’Adriana, afin d’éviter que ce jeune veuf ne se remarie, tout en jouant le rôle de parfaite nanny anglaise pour s’occuper de 3 enfants très turbulents.
En juin 2019, Marie Vareille publie La vie rêvée des chaussettes orphelines, son septième roman, aux éditions Charleston. Cet ouvrage se focalise sur l’histoire d’Alice, jeune américaine qui s’installe à Paris pour se reconstruire, et qui est engagée dans une start-up dont le projet est de réunir les chaussettes orphelines de par le monde, et de sa petite sœur Scarlett, passionnée de musique.
En octobre 2020, elle publie son huitième roman aux éditions Pocket Junior, Le syndrome du spaghetti. Ce roman jeunesse obtient le prix Babelio 2021 dans la catégorie Jeune Adulte. Il raconte l'histoire d'une adolescente, Lea, victime d'un drame insurmontable et qui devra trouver en elle et auprès de son entourage les ressources nécessaires afin de pouvoir reconstruire sa vie. 
Marie Vareille fait également partie avec Isabelle Alexis, Tonie Behar, Adèle Bréau, Marianne Levy et Sophie Henrionnet du Collectif d'auteures de comédies romantiques à la française avec lequel elle cosigne Y aura-t-il trop de neige à Noël ? , un recueil de nouvelles de Noël paru en novembre 2017, et Noël et préjugés paru en novembre 2019.
En mai 2021 elle publie son neuvième roman intitulé Ainsi gèlent les bulles de savon qui suit le destin de trois femmes : Claire qui apprend qu'elle est enceinte, Océane, jeune adolescente passionnée d'écriture et une jeune femme anonyme qui a abandonné son enfant. Ce livre traitant du sujet de la maternité a rencontré un beau succès dès sa sortie.
En mai 2022, un an après la sortie d'Ainsi gèlent les bulles de savon, Marie Vareille sort son dixième roman nommé Désenchantées qui relate l'histoire de Fanny, une journaliste qui doit retourner au village de son enfance afin d'écrire un article sur la disparition de Sarah Leroy, jeune fille de 15 ans mystérieusement volatilisée 20 ans plus tôt. Ce retour va remuer beaucoup de souvenirs et faire remonter des tonnes de questions. Tout comme ses précédents romans, Désenchantées a été plébiscité par les critiques dès sa sortie. 
En mars 2024, elle publie son onzième roman, La dernière allumette, qui raconte la vie d'Abigäelle, qui vit dans un couvent en Bourgogne, et celle de son grand frère Gabriel. Lorsque celui-ci rencontre Zoé, sa compagne, Abigaëlle remonte alors dans le passé pour raconter l'histoire de sa famille. 
Elle est également auteur d’un guide pratique Écrire un roman : Comment devenir écrivain, écrire un livre et le faire publier décrivant méthodes et conseils d’écriture, paru en novembre 2017, et inspiré de sa propre expérience d’écrivain et anime une chaine Youtube sous le nom de Marie lit en pyjama.

### Famille
Elle est la fille d'Hélène Vareille, fondatrice et présidente de la Fondation Vareille, et du dirigeant d'entreprise Pierre Vareille. Elle vit aux Pays-Bas avec son mari et ses deux filles.

## Œuvres

### Romans
- Ma vie, mon ex, et autres calamités, Paris, City Éditions, 2014, 268 p.  (ISBN 978-2-824-60460-2)
- Je peux très bien me passer de toi, Paris, Charleston, 2015, 320 p.  (ISBN 978-2-368-12037-8)
- Là où tu iras j'irai, Paris, Fayard/Mazarine, 2017, 378 p.  (ISBN 978-2-863-74428-4)
- La Vie rêvée des chaussettes orphelines, Paris, Charleston, 2019, 398 p.  (ISBN 978-2-368-12472-7)
- Le Syndrome du spaghetti, Paris, PKJ, 2020, 288 p.  (ISBN 978-2-266-29626-7)
- Ainsi gèlent les bulles de savon, Charleston, 2021, 400 p.  (ISBN 978-2-368-12596-0)
- Désenchantées, Charleston, 2022, 320 p.  (ISBN 978-2-368-12803-9)
- La Dernière allumette, Charleston, 2024, 336 p.  (ISBN 978-2-368-12953-1)
- Le Grand hôtel de Laponie, Charleston, à paraître en octobre 2025, 240 p.  (ISBN 978-2-385-29269-0)

### Essais
- Écrire un roman : comment devenir écrivain, écrire un livre et le faire publier, s.l., Amazon Media, 2017, 145 p.  (ISBN 978-1-549-77720-2)

### Jeunesse
- Elia, la passeuse d'âmes, Paris, Pocket Jeunesse, 2016, 320 p.  (ISBN 978-2-266-26444-0)
- Elia, la passeuse d'âmes Tome 2 – Saison froide, Paris, Pocket Jeunesse, 2018, 416 p.  (ISBN 978-2-266-27586-6)
- Elia, la passeuse d'âmes Tome 3 – Saison chaude, Paris, Pocket Jeunesse, 2019, 416 p.  (ISBN 978-2-266-28555-1)

### Nouvelles
- Chloé, Constance et Jane Austen , Paris, Charleston, 2015, 16 p.  (ISBN 978-2-368-12084-2)
- Question de timing, nouvelle publiée dans Elle en 2016.
- Coupe-Brushing, nouvelle publiée dans Femme actuelle en 2017.
- Jour de grève, nouvelle publiée dans Elle en 2018 ; republiée dans le recueil collectif Emmenez-moi, Paris, Charleston, 2020, 288 p.  (ISBN 978-2-368-12567-0) (ouvrage publié au profit de #ProtègeTonSoignant, les autres auteurs du recueil sont Tonie Behar, Adèle Bréau, Sophie Henrionnet, Carine Pitocchi, Julien Rampin, Pascale Rault-Delmas, Clarisse Sabard, Laura Trompette, et Isabelle Alexis)
- Cap ? et Christmas Latte, dans le recueil attribué à Team Romcom, Y aura-t-il trop de neige à Noël ?, Paris, Charleston, 2017, 288 p.  (ISBN 978-2-368-12179-5)
- Maman, faut que je te parle, dans le recueil attribué à Team Romcom, Si maman si,  Paris, Charleston, 2018, 208 p.  (ISBN 978-2-368-12838-1)
- L’Hôtel des Monts enneigés, dans le recueil attribué à Team Romcom, Noël et préjugés, Paris, Charleston, 2019, 288 p.  (ISBN 978-2-368-12465-9)
- À pile ou face, dans le recueil attribué à Team Romcom, Noël Actually, Paris, Charleston, 2020, 288 p.  (ISBN 978-2-368-12553-3)
- Deux papillons sur mon balcon, nouvelle offerte sur le site officiel de Marie Vareille.
- Évidemment quelqu'un t'attend , Paris, Charleston , 2022 , 14 p. Offert par l'éditeur  contre inscription newsletter, disponible sur le site officiel de Marie Vareille.
- Roxane, dans le recueil attribué à Team Romcom, Le Grand Hôtel du Val des Neiges,  Paris, Charleston, 2023, 240 p.  (ISBN 978-2-385-29053-5)

Les nouvelles Cap, Christmas Latte, L’Hôtel des Monts enneigés et À pile ou face ont été republiées au sein du recueil attribué à Team Romcom, Petits réveillons entre amis, Paris, Charleston, 2021, 648 p.  (ISBN 978-2-368-12716-2)